# Les Richter
Leslie Alan Richter (Fresno, 26 novembre 1930 – Riverside, 12 giugno 2010) è stato un giocatore di football americano statunitense che ha giocato per tutta la carriera con i Los Angeles Rams della National Football League (NFL). Al college ha giocato a football all’Università della California - Berkeley. È stato inserito nella Pro Football Hall of Fame nel 2011.

## Carriera professionistica

### Los Angeles Rams
Dopo essersi laureato alla University of California nel 1952, dove giocò come guardia e linebacker, Richter servì nell'Esercito degli Stati Uniti per due anni. Fu scelto come secondo assoluto nel Draft NFL 1952 dai New York Yanks. Gli Yanks fallirono però dopo la stagione 1952 e i diritti sul giocatore furono acquisiti dai Dallas Texans. Essi li cedettero ai Los Angeles Rams per 11 giocatori, il secondo più alto numero di giocatori offerti in cambio di uno solo.
Durante i suoi nove anni coi Rams, Richter fece registrare 16 intercetti, segnò 193 punti inclusi 1 touchdown, 106 extra point e 29 field goal. Fu inserito nella College Football Hall of Fame nel 1982 e nel 2011 nella Pro Football Hall of Fame come candidato senior insieme all'ex linebacker dei Washington Redskins Chris Hanburger.

## Vittorie e premi
- (8) Pro Bowl (1954–1961)
- (2) First-team All-Pro (1955, 1956)
- (3) Second-team All-Pro (1957, 1958, 1959)
- Formazione ideale del 40º anniversario dei Los Angeles Rams
- Pro Football Hall of Fame
- College Football Hall of Fame

## Statistiche
| Intercetti        | 16 |
| Fumble recuperati | 12 |